# Адміністративне судочинство України (монета)
«Адміністрати́вне судочи́нство Украї́ни» — ювілейна монета номіналом 5 гривень, випущена Національним банком України, присвячена 20-річчю запровадження в Україні адміністративного судочинства — ключового інституту судової влади, який забезпечує незалежний судовий контроль за діяльністю публічної влади та захист прав і свобод громадян. Ухвалення 06 липня 2005 року Кодексу адміністративного судочинства України стало поворотним моментом у формуванні демократичного правопорядку держави. Цей нормативно-правовий акт започаткував окрему галузь судочинства, покликану забезпечити справедливість у сфері публічно-правових відносин.
Монету введено в обіг 27 червня 2025 року (реалізація в інтернет-магазині НБУ відбулася 2 липня 2025). Вона належить до серії «Інші монети».

## Опис монети та характеристики
| Номінал грн | Метал      | Маса, г | Діаметр, мм | Якість виготовлення       | Гурт     | Тираж, штук |
| ----------- | ---------- | ------- | ----------- | ------------------------- | -------- | ----------- |
| 5           | нейзильбер | 16,54   | 35,0        | спеціальний анциркулейтед | рифлений | 50 000      |

### Аверс
На аверсі монети вгорі півколом розміщено напис «АДМІНІСТРАТИВНЕ СУДОЧИНСТВО УКРАЇНИ», під яким зображено малий Державний Герб України. Центральне місце композиції займає стилізоване зображення розгорнутої книги, що символізує знання, законність і Кодекс адміністративного судочинства України як базову засаду функціонування адміністративної юстиції. Зліва у лавровому вінку зазначено напис «20 / РОКІВ», який акцентує увагу на ювілейній даті. Унизу під композицією — напис «УКРАЇНА», рік карбування «2025», номінал «5» та графічний символ гривні, а також логотип Банкнотно-монетного двору Національного банку України.

### Реверс
На реверсі монети на дзеркальному тлі розміщено напис «ВЕРХОВЕНСТВО ПРАВА», що відображає головний принцип діяльності органів публічної влади в демократичній правовій державі. Нижче зображено композицію з колоною — символом стійкості, непорушності й правопорядку, що завершується терезами справедливості. Канелюри колони зображено у вигляді стилізованого тризуба, в який інтегровано меч, що символізує силу закону, правди й захисту. По колу монети на матовому тлі розміщено написи «СПРАВЕДЛИВІСТЬ і НЕУПЕРЕДЖЕНІСТЬ» — фундаментальні принципи адміністративного судочинства. Написи розділені стилізованими декоративними елементами у формі кіл.

Весь тираж було випущено у сувенірних упаковках
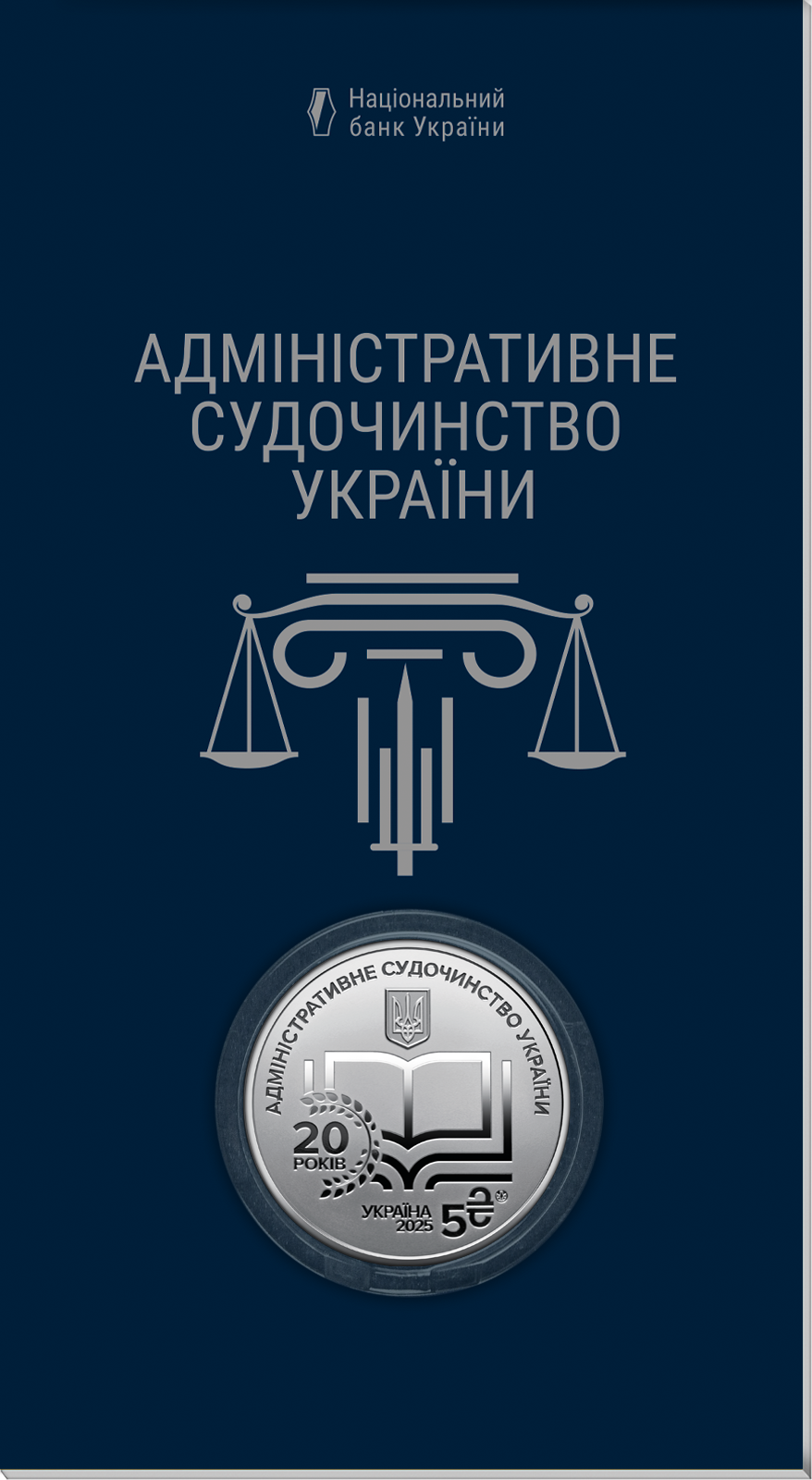
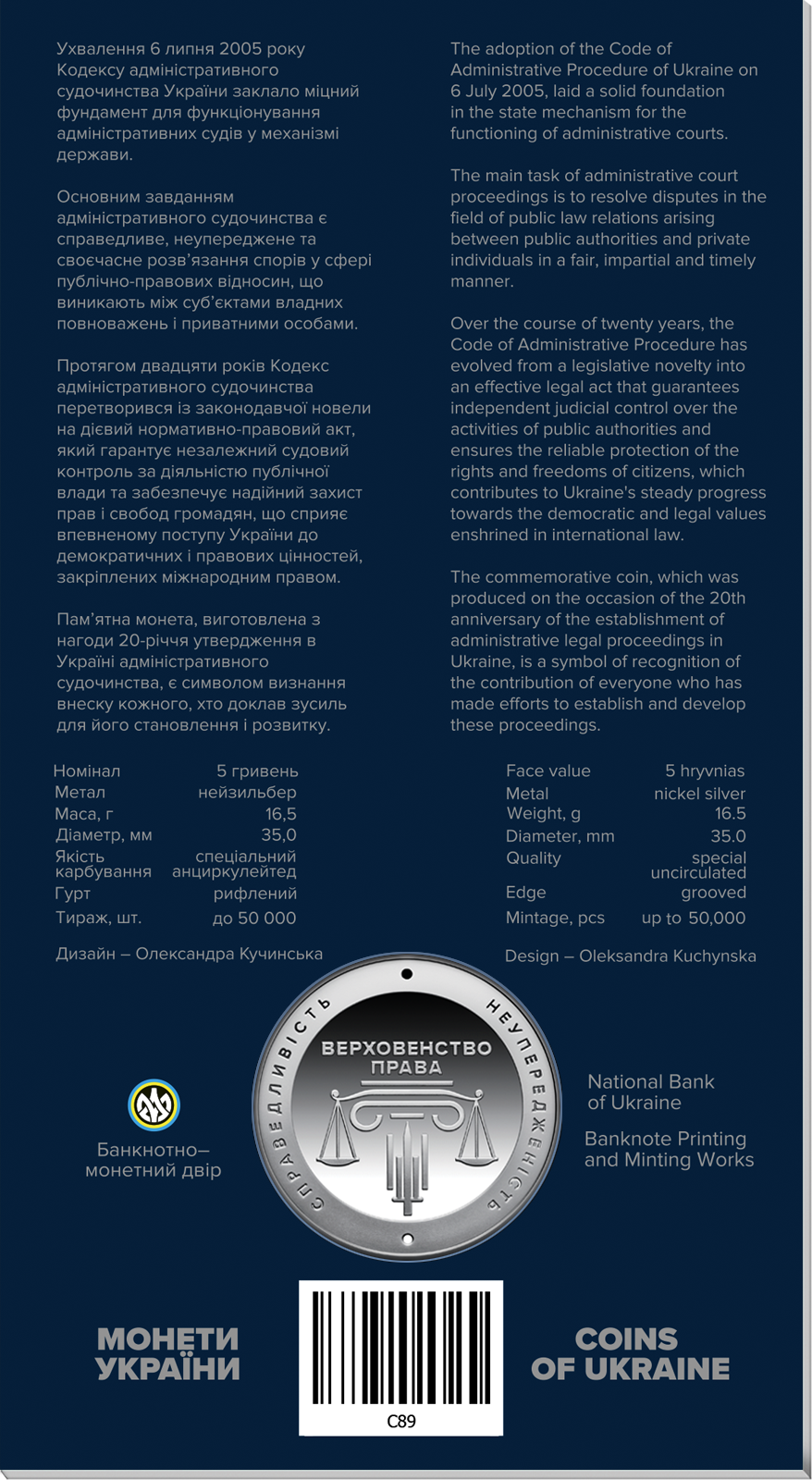

## Автори
- Художник — Олександра Кучинська.
- Скульптори: невідомі.

## Вартість монети
Під час введення монети в обіг 2025 року, Національний банк України реалізовував монету за ціною 179 гривень.
Фактична приблизна вартість монети, з роками змінювалася так:
| Рік       | 2026 | 2027 | 2028 |
| --------- | ---- | ---- | ---- |
| Ціна, грн |      |      |      |